# Ernesto Schiaparelli
Pour les articles homonymes, voir Schiaparelli.
Ernesto Schiaparelli (né le 12 juillet 1856 à Occhieppo Inferiore dans l'actuelle province de Biella (alors Novare) dans le Piémont ; mort le 14 février 1928 à Turin) est un archéologue et égyptologue italien, qui consacre sa vie à l'Égypte antique, et est sénateur à la fin de sa vie.

## Biographie
Ernesto Schiaparelli appartient à une famille d'universitaires réputés.
Après des études à Turin avec Francesco Rossi et à Paris, à la Sorbonne, avec Gaston Maspero entre 1877 et 1880, Ernesto Schiaparelli est nommé en 1881, directeur de la section égyptienne du musée archéologique de Florence, puis surintendant des antiquités du Piémont et enfin, le 30 septembre 1894, responsable de la collection d'antiquités égyptiennes du musée de Turin, dont il fera la seconde du monde après celle du musée du Caire.
En 1903, il crée la mission archéologique italienne en Égypte, qu'il dirige pendant dix-sept ans. Il effectue douze missions en Égypte parmi lesquelles :
- Hemamieh : découverte d'une nécropole prédynastique ainsi que des sépultures gréco-romaines et coptes ;
- Gebelein : tombes prédynastiques, dont l'une contenait un tissu sur lequel sont peints des visages humains ;
- Gizeh ;
- Assiout ;
- Assouan ;
- Hermopolis Magna ;
- Vallée thébaine ;
- Héliopolis.

De 1903 à 1906, il explore plus de quatre-vingts tombeaux, tous pillés, dans la vallée des Reines. Il y découvre, à Deir el-Médineh, en 1904, le tombeau de la reine Néfertari, la grande épouse royale de Ramsès II. Il découvre également les sépultures de Khâemouaset, Amonherkhépeshef et Séthiherkhépeshef, les fils de Ramsès III et celle d'Ahmès[Laquelle ?], princesse de la XVIIe dynastie.
Enfin, en 1906, il dégage une sépulture intacte, encore scellée. Elle renferme les cercueils en bois de l'architecte royal Kha, qui vécut sous le règne d'Amenhotep II, et de son épouse Mérit. Des fleurs séchées gisaient encore sur les couvercles. Après cette découverte, la mission italienne poursuit ses fouilles en Égypte jusqu'en 1937.
Trop occupé, Schiaparelli ne publie pas ses travaux au fur et à mesure ; à sa mort à Turin en 1928, les rapports qu'il laisse sont trop imprécis, et avec lui, disparaissent de nombreuses informations sur les sites, les objets et le contexte dans lequel ils ont été découverts. Mais il laisse derrière lui une mission bien rodée, des découvertes remarquables, une étude du Livre des morts en trois volumes et un musée riche de milliers d'œuvres.

## Publications
- Du sentiment religieux des Égyptiens, 1877 ;
- Le livre des funérailles des anciens Égyptiens, 3 vol., 1881-1890 ;
- Les Hypogées de Thèbes, 1889.